# Havel
Havel ['haːfəl] är den längsta högerbifloden till Elbe i östra Tyskland.  Den rinner genom förbundsländerna Mecklenburg-Vorpommern, Berlin, där den tar emot vatten från sin biflod Spree, och Sachsen-Anhalt. Havel är 334 km lång, men avståndet från dess källor på Mecklenburgska sjöplatån till sammanflödet med Elbe är fågelvägen endast 69 km, då floden flera gånger ändrar riktning under sin väg mot Elbe. Det landskap väster om Berlin som omsluts av Havels U-form på detta sätt kallas Havelland. Havels avrinningsområde är totalt 23 858 km².

## Sträckning
Havel har sin källa på Mecklenburgska sjöplatån, i Ankershagens kommun i södra Mecklenburg-Vorpommern. Floden rinner därifrån åt sydost, förbi småstäderna Wesenberg, Fürstenberg och Zehdenick.
Floden rinner in i Berlins storstadsområde vid staden Oranienburg, där Oder-Havelkanalen ansluter och härifrån sammanbinder floden med Oder österut. Västerut sammanbinder Ruppinkanalen Havel med floden Rhin. Efter Hennigsdorf rinner floden in i staden Berlins västra utkanter via Niederneuendorfer See, Tegeler See, Spandauer See och förbi centrala Spandau, där bifloden Spree ansluter från öster. Söder om Spandau vidgas Havel och passerar ön Schwanenwerder och sjön Grosser Wannsee vid stadsdelen Wannsee. 
Väster om Berlin passerar Havel genom det världsarvslistade området "Palats och parker i Potsdam och Berlin".
Floden omsluter här Pfaueninsel. I Jungfernsee ansluter Teltowkanalen i öster och Sacrow-Paretzkanalen i väster. Floden passerar Glienicker Brücke, där stads- och förbundslandsgränsen mellan Berlin och Potsdam i Brandenburg löper genom Havel, och här gick tidigare även Berlinmuren.
Sträckan från Glienicke förbi Potsdam kallas Potsdamer Havel. Floden flyter här först åt sydväst genom Tiefer See, förbi Potsdams stadsslott, genom Templiner See och Schwielowsee förbi Caputh. Här viker floden åter av norrut, förbi Werder genom Grosser Zernsee och Kleiner Zernsee. Vid Göttinsee ansluter åter Sacrow-Paaretzkanalen, samt Havelkanalen. Floden viker här av västerut genom småstaden Ketzin och rinner västerut genom landskapet Havelland. 
I staden Brandenburg an der Havel omsluter flodsystemet flera öar i staden. Vid Plaue ansluter Elbe-Havelkanalen västerut, medan Havel här viker av norrut. Den sista nedre sträckningen av floden passerar staden Rathenow och Havelberg, innan floden mynnar i Elbe vid Gnevsdorf nära Werben.

## Galleri

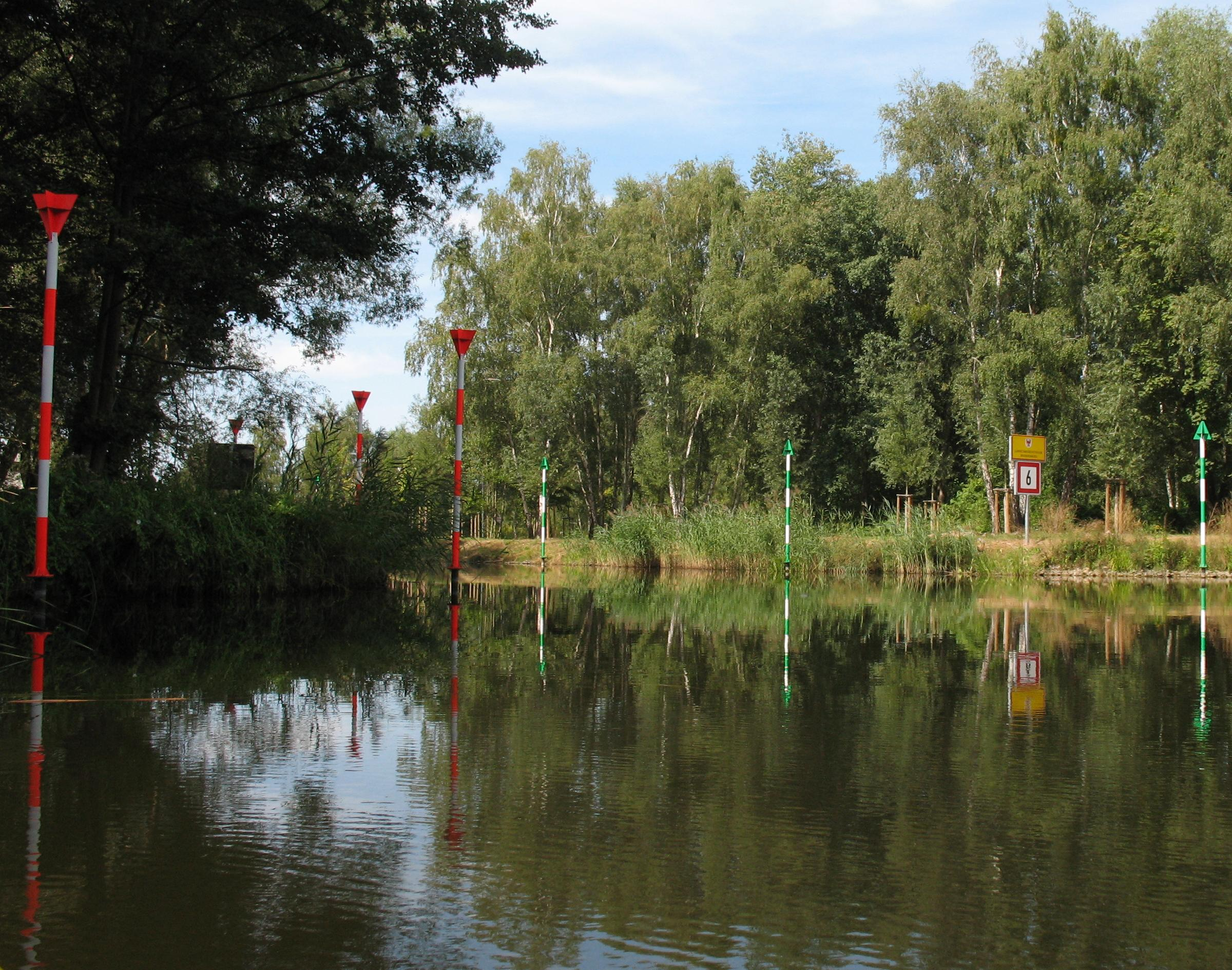
Zehdenick
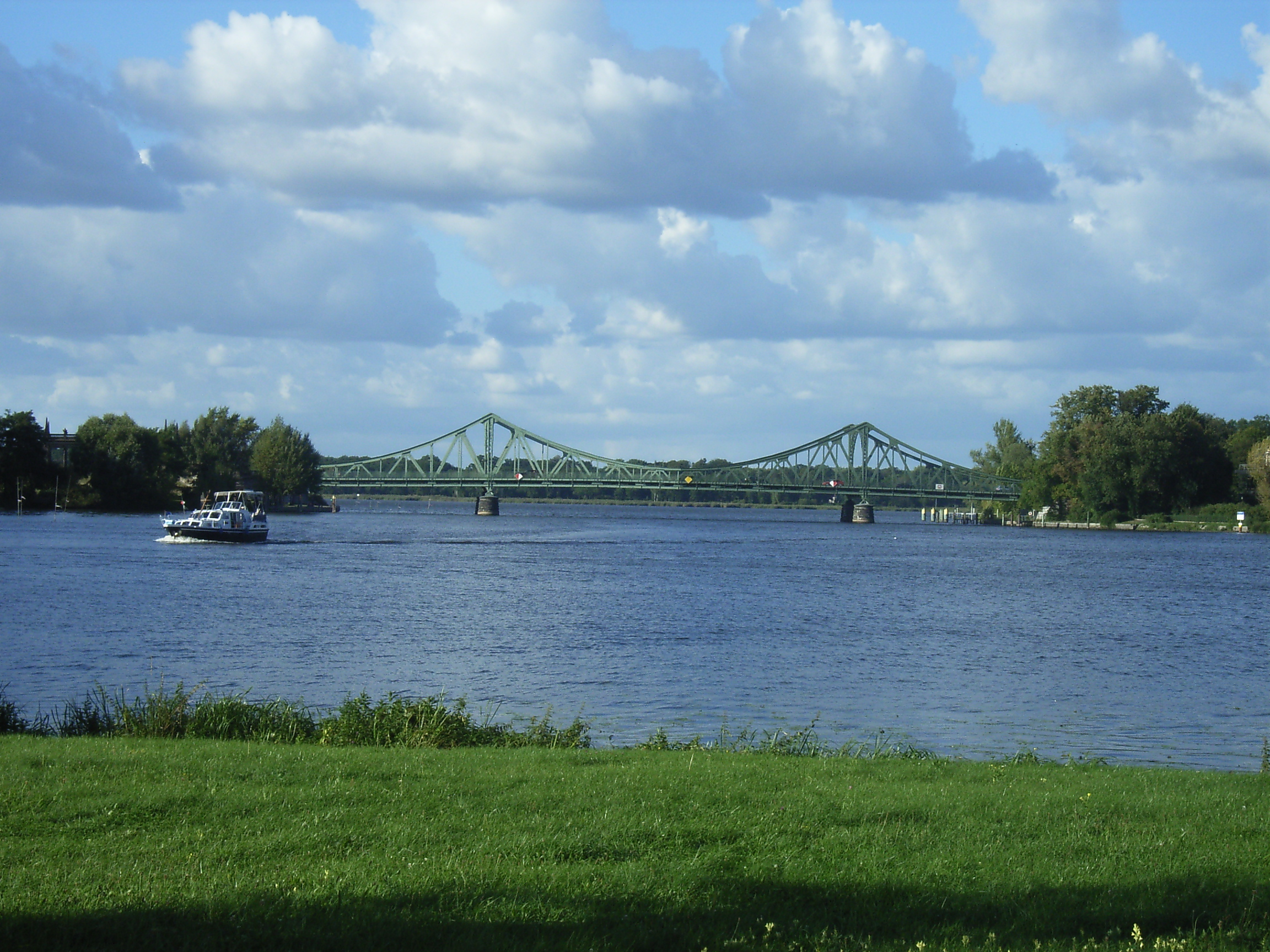
Glienicker Brücke vid Potsdam
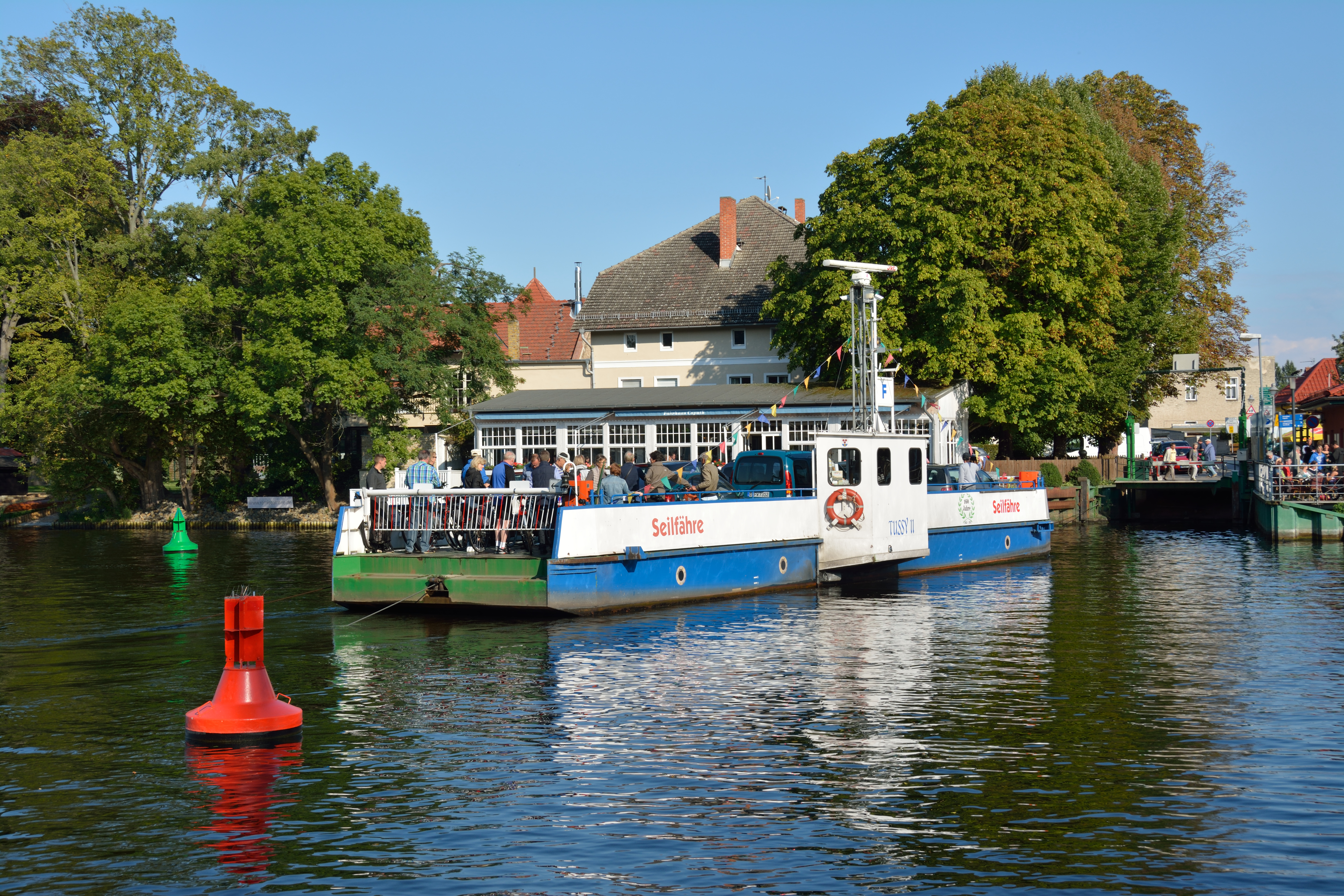
Färjeläget i Caputh
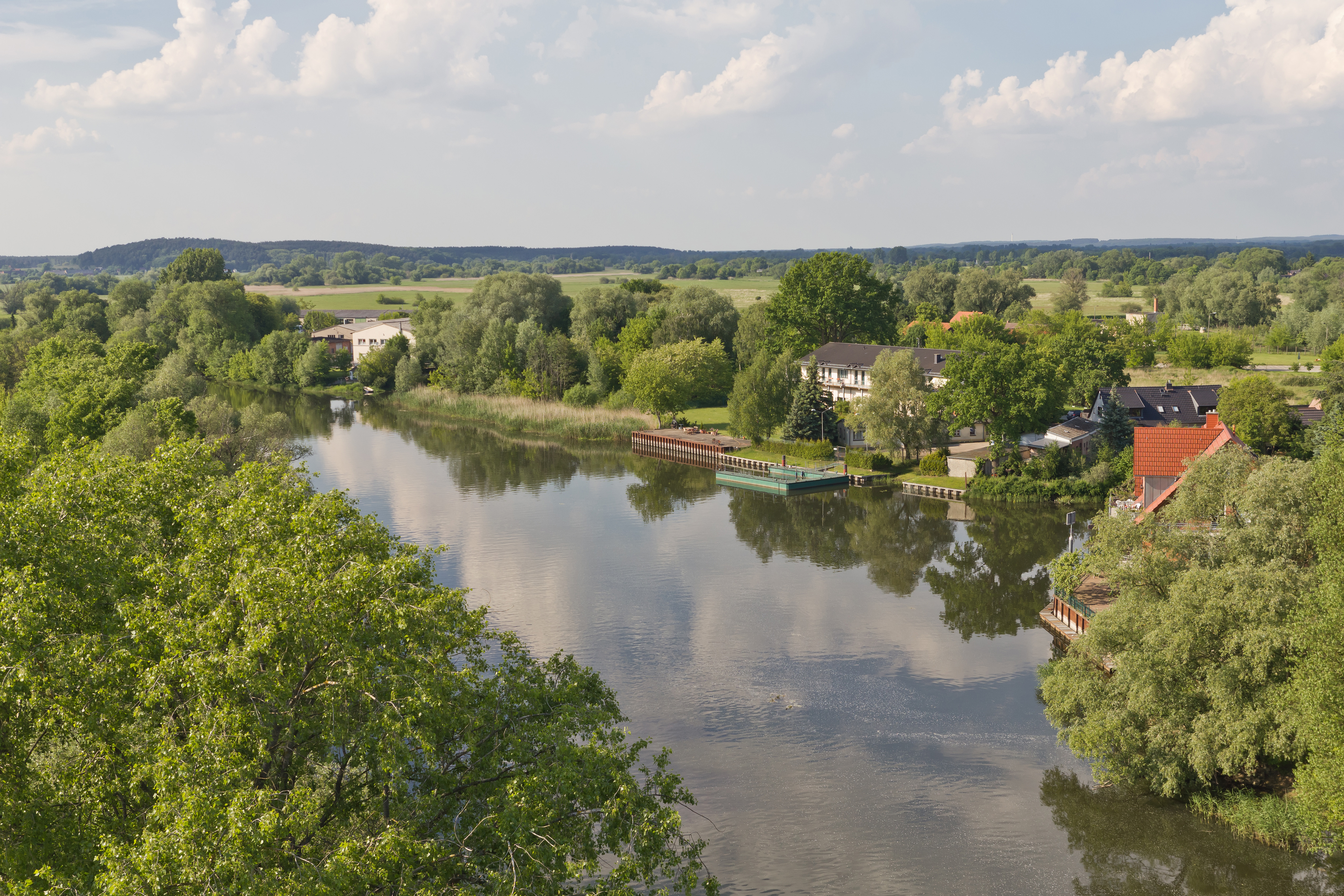
Rathenow